# Animación

Feline follies, animación de Pat Sullivan, 1919.

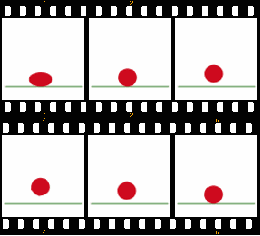
Bola roja «rebotando», animación constituida por un total de 6 fotogramas.

Fotogramas a una velocidad de diez por segundo

La animación es un proceso utilizado por uno o más animadores, para dar la ilusión de movimiento a imágenes, dibujos u otro tipo de objetos inanimados (figuras de plastilina, por ejemplo). Se considera, normalmente, una ilusión óptica. Existen numerosas técnicas para realizar una animación que van más allá de los familiares dibujos animados.
Los cuadros se pueden generar dibujando, pintando o fotografiando los minúsculos cambios hechos repetidamente a un modelo de la realidad o a un modelo tridimensional virtual; también es posible animar objetos reales y actores. Entre los formatos de archivo de animación (o que soportan animación) se encuentran el GIF, el SVG, etc. Las animaciones en GIF son guardadas imagen por imagen; sin embargo, existen animaciones que no se logran así, sino que son interpretadas y "armadas" en tiempo real al ejecutarse, como el SVG.

## Principios de la animación
Los Doce Principios básicos de la animación de Disney son un conjunto de principios dados a conocer por los animadores de Disney Ollie Johnston y Frank Thomas en su libro The illusion of life: Disney Animation. Johnston y Thomas a su vez basaron este libro en el trabajo de los animadores líder de Disney de 1930 en adelante, quienes se esforzaron por crear animaciones cada vez más realistas. El objetivo inicial de estos principios era crear la ilusión de que los personajes se apegaban a las leyes de la física, pero también se abarcaban temas más complejos como el tempo emocional y el atractivo del personaje.

## Técnicas de animación

### Dibujos animados

Caballo animado basado en los estudios fotográficos de Eadweard Muybridge en el.

Los dibujos animados se crean dibujando los fotogramas, uno por uno (24 de ellos por cada segundo de animación), siguiendo la técnica desarrollada principalmente por los animadores de Disney a principios del siglo XX. El proceso comienza con el animador dibujando cada fotograma en papel. Después el dibujo se realiza de nuevo con tinta y se pinta en láminas de acetato. Finalmente el dibujo se fotografía con una cámara estática. Las fotografías se colocan en secuencia para dar la ilusión de movimiento. Esta práctica, sin embargo, ha estado cayendo en descenso desde hace dos décadas, debido a la aparición de la computadora y las facilidades que esta provee para la creación de animación de una manera más rápida

### Animación en volumen ostop motion
A la «animación en volumen» se le conoce también con los términos «animación fotograma por fotograma», «animación cuadro por cuadro», «parada de imagen», «paso de manivela» o «animación foto a foto». En los últimos años también se ha popularizado su nombre en inglés: stop motion. En ella no se animan dibujos o imágenes planas, sino objetos estáticos e inmóviles colocados delante de una cámara. Consiste en aparentar el movimiento de dichos objetos capturando fotogramas: en cada uno de estos, se ha movido ligeramente el objeto y, en cada nuevo cambio de posición, debe haberse siempre orientado el objeto en una cierta dirección en relación con el cambio de posición y fotograma anteriores, guardando así la mayor continuidad lógica del movimiento que se quiere imitar. Más tarde, al reproducir los fotogramas uno detrás de otro (como se hace de hecho con cualquier proyección cinematográfica obtenida mediante filmación real), la proyección en pantalla crea la ilusión óptica de que el objeto se mueve por sí mismo. Se puede animar, de este modo, cualquier objeto tridimensional; pero, en general, se animan muñecos (normalmente dotados de un esqueleto metálico interno articulado, como los muñecos de dinosaurios utilizados en el documental de televisión Dinosaurios), marionetas, figuras de plastilina (como los gatos de la serie italiana Mio Mao) u otros materiales. También suelen animarse maquetas de modelos a escala (como los gigantescos vehículos cuadrúpedos AT-AT de El Imperio contraataca, que en realidad fueron realizados mediante modelos a escala, o el robot ED-209 de RoboCop).
Por otro lado la animación en volumen tiene un realismo fotográfico completamente ausente en un dibujo animado, ya que en este la profundidad de campo es una simple ilusión óptica, realizada con mayor o menor verosimilitud. Mientras, en la animación en volumen, la profundidad de campo es auténtica, puesto que se obtiene mediante filmación convencional. La única diferencia con el stop motion es que éste es una filmación obtenida manualmente, fotograma por fotograma, y no automáticamente y en tiempo real como es el caso de una filmación convencional. En general, las animaciones que no entran en la categoría de dibujo animado, (es decir, que no fueron dibujadas ni pintadas, sino que fueron creadas tomando imágenes de la realidad), son referidas como animaciones en volumen o stop motion. Tradicionalmente, hay dos grandes grupos de animaciones stop motion: la animación de plastilina (o cualquier material maleable; en inglés claymation), y las animaciones de objetos (más rígidos).

#### Animación con recortes ocut-out
La animación con recortes, más conocida en inglés como cut-out, es la técnica en que se usan figuras recortadas, ya sea de papel o incluso fotografía. Los cuerpos de los personajes se construyen con los recortes de sus partes, moviendo y reemplazándolas. Así, se obtienen diversas poses y se da vida al personaje. Un ejemplo muy claro de esta técnica lo encontramos en el vídeo musical Live for the moment, de la banda Irlandesa Verona Riots, realizado por Alberto Serrano y Nívola Uyá en 2014.

#### Plastimación oclaymation
La plastimación, conocida en inglés como claymation, es la animación con arcilla, plastilina o cualquier otro material moldeable. Puede hacerse al «estilo libre», cuando no hay una figura definida, sino que las figuras se van transformando en el progreso de la animación (como lo hacen los gatos Mio y Mao en la serie italiana Mio Mao); o puede orientarse a personajes, que mantienen una figura constante en el transcurso de la película.

#### Pixilación
La pixilación es una variante del stop motion, en la que los objetos animados son personas y auténticos objetos comunes (no modelos ni maquetas). Al igual que en cualquier otra forma de animación, estos objetos son fotografiados repetidas veces, y desplazados ligeramente entre cada fotografía. Norman McLaren popularizó esta técnica, empleada en su famoso corto animado Neighbours"; pero, ya en 1908, el aragonés Segundo de Chomón, utilizaba en su obra Hotel eléctrico la misma técnica para animar objetos. Es ampliamente utilizada en los videoclips.

#### Go motion

Ejemplo de go motion.

La animación go motion es una variante del stop motion, inventado por Phil Tippett para la película de 1980 El Imperio contraataca. El go motion consiste en obtener cada fotograma E E mientras se sacude ligeramente el objeto, una parte de este. El efecto borroso resultante sobre las partes en movimiento —el llamado barrido de movimiento— aumenta de este modo la sensación de realismo en la animación resultante. En las filmaciones realizadas en tiempo real, cuando un objeto es más rápido que la velocidad de obturación de la cámara, el objeto aparece borroso en algunos fotogramas, a pesar de que la proyección de la película sea de un realismo impecable, y este es el efecto buscado por la técnica de animación por go motion.

### Rotoscopia
La rotoscopia es una técnica de animación que recurre a una máquina llamada rotoscopio. El rotoscopio tiene una placa de vidrio sobre la que se pueden colocar láminas transparentes de acetato o papel. Debajo, un proyector ilumina el fotograma de la filmación realizada en tiempo e imagen real. De este modo se puede calcar el contorno de los objetos filmados. Koko the Clown, del estudio Fleischer estaba animado con rotoscopia. Se especula que en Snow White and the Seven Dwarfs, de Walt Disney, se utilizó rotoscopia. Pero los artistas solo usaban modelos de acción real como referencias, no se calcaba el material filmado. En animación por computadora, la técnica análoga a la rotoscopia es la técnica por captura de movimiento.

### Animación por computadora
La animación por computadora, también llamada animación digital, animación informática o animación por ordenador; es la técnica que consiste en crear imágenes en movimiento mediante el uso de ordenadores o computadoras. Cada vez los gráficos creados en 3D son más, aunque los gráficos en 2D todavía se siguen usando ampliamente, para conexiones lentas y aplicaciones en tiempo real que necesitan renderizar rápido. Algunas veces, el objetivo de la animación es la computación en sí misma; otras, puede ser otro medio, como una película. Los diseños se elaboran con la ayuda de programas de diseño, modelado y, por último, renderizado. En la animación, sin embargo, las imágenes no se toman, sino que se producen individualmente, y, por ello, no tienen que cumplir necesariamente con el estándar del cine. Una película de animación tiene siempre 24 fotogramas por segundo, pero no necesariamente todos esos fotogramas muestran imágenes diferentes, ya que suelen repetirse en varios fotogramas.
Así pues, tenemos varias tasas de animación:
- Cada imagen es diferente, sin repetición. 24 imágenes por segundo, una imagen cada fotograma.
- Cada imagen se repite una vez. 12 imágenes por segundo, una imagen cada 2 fotogramas.
- Cada imagen se repite dos veces. 8 imágenes por segundo, una imagen cada 3 fotogramas.

Hay que tener en cuenta que diferentes elementos de la imagen (un personaje, otro personaje, un objeto móvil, un plano del fondo, otro plano del fondo) se animan por separado, y que, por tanto, dentro de la misma escena puede haber elementos con diferentes tasas de animación.
Se puede considerar el aporte de la tecnología informática en dos campos: como herramienta de creación y como medio de representación.
Para las animaciones dibujadas o pintadas a mano, hay programas que asisten a la creación de los cuadros intermedios. Se trata de programas que trabajan con esqueletos virtuales para los personajes. Sin embargo, se continúa también trabajando tradicionalmente, dibujando a mano cada intermedio, ya que la máquina no entiende la simulación tridimensional en un dibujo bidimensional, como el cerebro humano. En las animaciones hechas con gráficos vectoriales y modelos tridimensionales, el programa mismo calcula la transformación (interpola) de una pose a otra.
Diversos formatos de archivo permiten representar animación en una computadora y a través de Internet. Entre los más conocidos están GIF, MNG y SVG. El archivo puede contener una secuencia de cuadros, como gráficos rasterizados (o la diferencia entre un cuadro y el anterior), o puede contener la definición de trazos y sus deformaciones en el tiempo; esto último, en un formato vectorial. Hay formatos de archivo específicos para animaciones, y formatos genéricos que pueden contener diversos tipos de multimedios.

### Time Lapse
El Time Lapse es una técnica fotográfica que consiste en la captación de imágenes fijas que después son reproducidas a una velocidad mayor.
El Time Lapse se ha usado bastante en la radio. La suelen usar para hacer un salto de tiempo, ya sea un día entero, de la mañana a la noche, o cualquier salto de tiempo. El uso de la velocidad cambia dependiendo el tiempo que quieras que pase o lo rápido que quieres que se vea.

### Otras técnicas
Virtualmente, cualquier forma de producir imágenes o cualquier materia que pueda ser fotografiada puede utilizarse para animar. Existen muchas técnicas de animación que solo han sido utilizadas por unos y que son desconocidas para el gran público. Entre estas se incluyen pintura sobre cristal, animación de arena, pantalla de agujas, pintura sobre celuloide, tweening, etc.

## Historia de la animación
- 1824 Primeros estudios, Peter Roget presenta “The persistence of vision with regard to moving objects” en la British Royal Society.
- 1845 Joseph Antonie Plateau y el Dr. Simon Ritter construyen una máquina llamada Phenakistoscopio
- 1833 Horner desarrolla el zoetrope a partir del Phenakistoscopio de Plateau
- 1872 Eadweard Muybridge comienza su recopilación de imágenes de animales en movimiento.
- 1887 a 1889, Thomas Edison crea su Kinetoscopio, el cual proyecta 13 segundos de película.
- 1889 George Eastman Comercializa la película, fotografías, cuya banda está formada por Nitrocelulosa
- 1896 Thomas Armat diseña el Vitascopio.
- 1906 James Stuart Blackton realiza la primera Animación, llamada “Homorous phases of funny faces”. Winsor McCay produce una animación titulada “Gertie the Trained Dinosaur” formada por 10 000 dibujos, que puede considerarse la primera película con animación.
- 1908 Emile Cohl produce una película basada en Figuras Blancas sobre fondo negro, Winsor McCay produce una secuencia de animación basada en su personaje “Little Nemo”
- 1913 Pat Sullivan crea una serie de animación llamada “Félix el gato”.
- 1915 Earl Hurd crea la animación basada en acetatos (Celdas de animación)
- 1917 El apóstol, largometraje íntegramente realizado en animación, de Quirino Cristiani autor Italo-Argentino.[8]
- 1919 International Feature Syndicate produce varios títulos “Silk Hat Harry”, “Bringing up father” y “Krazy Kat”.
- 1923 Walt Disney extiende las técnicas de Max Fleischer para combinar acción real con personajes de animación en la película “Alicia en el país de las maravillas” (“Alice’s Wonderland”).
- 1926 Lotte Reiniger produce un largometraje de animación titulado “Prince Achmed”.
- 1928 Walt Disney produce la primera película de animación con sonido sincronizado, llamada “El ratón Mickey” (“Mickey Mouse”). A partir de estos momentos, y durante una década, se van perfeccionando las técnicas de animación que se seguirán usando hasta nuestros días.
- 1943 John y James Whitney producen “Five Abstract Film Exercises”.
- 1945 John Witney crea los gráficos por ordenador analógico.
- 1961 John Witney crea secuencias de títulos para televisión con un mecanismo diferencial.
- 1963 a 1967 se producen una docena de películas en la Bell Telephone Laboratories.
- 1963 E. Zajac crea la primera animación por ordenador: “Two-gyro gravity gardient attitude control system”.
- 1964 
  - Ken Knowlton, comienza a desarrollar técnicas de ordenador para producir películas de animación.
  - F. Sinden hace “Force, Mass and Motion”, una película que demuestra las leyes del movimiento de Newton, usando el lenguaje FORTRAN.
  - Huggins y Weiner hacen “Harmonic phasors, la cual muestra la composición de complicadas formas de onda periódicas.
  - McCumber crea una película que muestra el efecto de la oscilación Gunn, la cual se produce en los semiconductores.
  - Julesz y Bosche experimentan en la visión humana y en la percepción.
  - Noll crea películas con estereovisión.
  - Ken Knowlton crea el lenguaje BEFLIX en un IBM 7094. Este lenguaje manipula directamente la matriz de 252x184 píxeles con 3 bits, lo cual le permite representar ocho niveles de gris.
  - EXPLOR de K. Knowlton y GENESYS, desarrollador por Ronald Beacker en el MIT para tu tesis.
  - SCANIMATE, de Computer Image Corporation, es un sistema de animación analógico que permite al animador modificar las señales producidas por el sintetizador de video. Con dicho sistema se crean animaciones para las películas “2001: Una Odisea en el Espacio” (“2001: A Space Odyssey”) y “Submarino Amarillo” (“Yellow Submarine”).
  - CAESAR extiende las capacidades de SCANIMATE permitiendo el control de las partes de personajes de animación, así como la producción del intercalado.
- 1971 Burtnyk y Wein en el Consejo Nacional de Investigación de Canadá Desarrollan los principios del intercalado por Ordenador.
- 1978 
  - PAINT, desarrollado por Smith, Permite colorear usando un lápiz y una tableta.
  - SOFTCEL, creado por Stem, es un sistema que usa las memorias de imagen (Frame Buffer)para reemplazar las operaciones de copiar manualmente dibujos a los acetatos y luego colorearlos.
- 1979 TWEEN, creado por Catmull en 1979, es un programa que proporciona los medios para generar las imágenes de personajes. Su principal objetivo es la producción de intercalado.
- 1979 Lucasfilm crea los efectos de las películas “Star Trek II” y “El retorno del Jedi” usando la técnica de los sistemas de partículas desarrollada por Reeves.
- La película “Tron” de Walt Disney es producida por MAGI, Robert Abel, Information International Inc, y Digital Effects.
- 1986 Edwin Catmull y Alvy Ray Smith, tras trabajar en el instituto Tecnológico de Nueva York, junto con otros miembros de Lucasfilm, crean Pixar. John Lasseter produce las siguientes películas de Pixar: “Luxo Jr.”, “Red Dreams”, “Tin Toy” y “Knickknack”.

## Primer corto en color
Aunque anteriormente, alrededor de 1901-1909, ya se habían creado películas en color, su principal problema era que únicamente usaban el color rojo y verde, los cuales se unían aditivamente. O incluso, rodaban primero en blanco y negro para posteriormente añadir filtros de colores. Pero esto no tiene nada que ver con la tecnología que se creará el año 1916 : el technicolor.
Por curioso que parezca, el primer corto filmado completamente con la técnica technicolor (que consistía en el procedimiento tricromático (verde, rojo, azul), cuyo uso exigía una triple impresión fotográfica, incorporación de filtros cromáticos y unas cámaras de enormes dimensiones) fue el corto de animación Flower and Trees de Walt Disney, dirigido por Burt Gillett (1932). Pero el primer largometraje que se hará con esta técnica, aparte de la película "La feria de las vanidades" (1935), de Rouben Mamoulian, será "Blancanieves y los siete enanitos", también de Walt Disney.

## Animadores
Un animador es un artista que crea una secuencia visual (o audiovisual si se le añade sonido) de múltiples imágenes que al sucederse unas detrás de otras generan la ilusión de tener movimiento propio, es decir una animación. Las animaciones están actualmente en muchas áreas de la tecnología y el vídeo, como el cine, la televisión, los videojuegos o internet. Generalmente, estos trabajos requieren de la colaboración de varios animadores. Los métodos para crear estas imágenes dependen del animador y estilo que quiera lograr (con imágenes generadas por ordenador, de manera manual...).
Los animadores se pueden dividir en animadores de personajes (artistas que se especializan en los movimientos, diálogo y actuación de los personajes) y animadores de efectos especiales (que animan todo lo que no sea un personaje, por ejemplo vehículos, maquinaria o fenómenos naturales como agua, nieve, lluvia).

## Animación y derechos humanos
Actualmente, la animación no solo se usa como método de entretenimiento, sino que muchos son creados también para criticar o defender ciertos aspectos de la sociedad. Gran parte de estos proyectos han sido nominados para los Oscars o se han hecho virales en Internet. Por ejemplo, In a Heartbeat, dirigido por el mexicano Esteban Bravo y la estadounidense Beth David, fue uno de los candidatos para llevarse el premio a Mejor Corto de Animación en la gala de los Oscar 2018.
"In a Heartbeat" trata sobre una historia de amor entre dos chicos adolescentes, ya que los directores querían romper los prejuicios hacia la comunidad LGBT. Es un corto de animación sin diálogo donde el corazón de uno de los chicos se escapa para perseguir al otro joven. El corto ya tiene más de 40 millones de visitas en Youtube y, aunque ha tenido gran éxito, ha creado cierta polémica.
Por otro lado, tenemos el proyecto The Cubby House que es una película de animación española que enseña a los alumnos sus derechos. Los 30 artículos que conforman la Declaración Universal de los Derechos Humanos están recogidos en este proyecto que cuenta con una película de animación por capítulos, en formato más largo e incluso a través de un videojuego. El proyecto está dirigido por Óscar Vega y Ana Luisa Rotta.
La presentación de "The Cubby House" (la caseta al árbol) se realizó poco antes del Día Universal del Niño (20 de noviembre). Ha destacado que "la educación es un bien social" y que desde la institución que lidera se trabaja "para que así sea" y se apoyan los planes que buscan que los niños tengan "una educación de calidad para llegar a un mundo de oportunidades ". Esta película, también educará contra el acoso escolar o la desigualdad de género.
Así, los personajes de la película —no faltan algunos históricos como Abraham Lincoln— pertenecen a diferentes razas y culturas y presentan problemas reales como el hambre, las niñas obligadas a casarse, los pequeños que pisan una mina o aquellos que trabajan en vertederos.

## Festivales de animación
Los festivales de animación acogen tanto largometrajes comerciales como cortometrajes de todos los tipos, y son el principal medio de difusión para estos últimos. Los festivales más importantes de la animación del mundo son los siguientes:
- Festival Internacional de Cine de Animación de Annecy, en Francia.
- Animafest Zagreb, en Croacia.
- Festival Internacional de Cine de Animación de Stuttgart, en Alemania.
- Anima - Brussels, en Bélgica.
- Festival Internacional de Cine de Animación de Ottawa, en Canadá.
- Festival Internacional de Cine de Animación de Hiroshima, en Japón.
- Anima Mundi, en Brasil.

En el mundo hispanohablante los más relevantes son:
- Pixelatl, Festival de Animación, Videojuegos y Cómic, en México.
- CutOut Fest, Festival Internacional de Animación y Arte Digital, en México.
- Animasivo, Festival Internacional de Animación de México.
- In Motion Fest, Encuentro Internacional de Animación e Innovación Digital de la Ciudad de Querétaro, en México.
- SMMX, Festival Stop Motion México.
- Creativa Fest, Evento con una sección dedicada a la animación y arte digital, en México.
- Locomoción Fest, Locomoción Festival de Animación de la Ciudad de México.
- Iluma Fest, Evento realizado por el Tecnológico de Monterrey en Puebla en el que la temática principal es la animación, doblaje y videojuegos, en México.
- Sublime, Encuentro internacional de negocios creativos de las industrias de la animación, los videojuegos y los efectos visuales (VFX).
- La Matatena, Festival internacional de cine para niños, con su enfoque especial en la animación, en México.
- Festival Destacado - Festival en línea y presencial de arte digital dedicado a la animación, la ilustración, cómic y videojuegos.
- AnimAura - Festival Internacional de Animación de Morelia.
- Animadrid, en España.
- Animacor, en España
- AnimaDeba, Festival Internacional de Animación de Deva  Archivado el 12 de febrero de 2019 en Wayback Machine., en España.
- ANIRMAU, en Lalín.
- Animacam, Festival Internacional de Animación Online
- Anima, en Argentina.
- Expotoons, en Argentina.
- LOOP - Festival Latinoamericano de Animación & Videojuegos, en Colombia.
- Creanimax, en México.
- Animación a la Carta, en Venezuela.
- ANIMEC, Festival de Animación, en Ecuador.
- FIA, Festival Internacional de Animación, en Uruguay.
- Chilemonos, en Chile.

## Estudios de animación
- 20th Century Animation
- Aardman
- Anima Estudios
- Aronnax Animation Studios
- Big Idea, Inc
- Blue Sky Studios
- Cartoon Network
- Dibulitoon Studio
- DreamWorks Animation
- Eddsworld Company
- Gainax
- Hanna Barbera
- Illumination Entertainment
- Kyoto Animation
- Laika (compañía)
- Madhouse
- MAPPA
- Marathon Media
- MoonScoop
- Nickelodeon Animation Studios
- Nippon Animation
- Huevocartoon
- Toei Animation
- Pierrot
- SHAFT
- SILVER LINK.
- Ufotable
- Rainbow S.r.l.
- Reel FX
- Sony Animation
- Trigger
- Pixar
- Studio Ghibli
- Tenor Toons.inc
- JC Staff
- TMS
- Rovio Animation
- Walt Disney Animation Studios
- Warner Bros.
- White Fox